# Le Vaisseau fantôme (X-Files)
Le Vaisseau fantôme (Død Kalm) est le 19e épisode de la saison 2 de la série télévisée X-Files. Dans cet épisode, Mulder et Scully se retrouvent piégés au large de la Norvège à bord d'un navire dont tout l'équipage est mort en raison d'un vieillissement accéléré.
Le scénario d'un huis clos à bord d'un navire a été commandé afin de profiter de l'accès offert à un ancien destroyer de la Marine royale canadienne mais le lieu isolé où le navire a dû être amené pour le tournage a rendu celui-ci moins aisé que prévu. L'épisode a reçu des critiques plutôt favorables.

## Résumé
Plusieurs membres de l'équipage du destroyer USS Ardent, qui croise en mer de Norvège, abandonnent le navire en dépit des ordres du capitaine Barclay. Ils sont secourus 18 heures plus tard par un bateau de pêche mais ils ont considérablement vieilli durant ce laps de temps. Scully rend visite au seul survivant, qui est en quarantaine à l'hôpital naval de Bethesda, et découvre qu'il semble âgé d'au moins 90 ans alors qu'il n'en a que 28. Mulder pense qu'il y a une « distorsion du temps » dans le secteur où le destroyer a disparu et que cela a un rapport avec l'expérience de Philadelphie.
Mulder et Scully partent pour la Norvège et engagent le capitaine de chalutier, Henry Trondheim, pour qu'il les conduise sur les lieux de la dernière localisation connue de l'USS Ardent. Au milieu d'un épais brouillard, le chalutier entre en collision avec le destroyer. Mulder, Scully et Trondheim montent à son bord et trouvent d'importantes traces de corrosion ainsi que des corps de marins momifiés. Pendant ce temps, un inconnu part avec leur chalutier. Mulder et Scully trouvent le capitaine Barclay, devenu très vieux, et celui-ci prétend que le temps a commencé à « disparaître » après l'apparition d'une brillante lueur, il meurt peu après.
Trondheim est attaqué par Olafsson, un pêcheur de baleines clandestin qui n'a pas vieilli bien qu'il soit sur le navire depuis deux jours, mais Mulder et Trondheim le neutralisent et le font prisonnier. Mulder, Scully et Trondheim commencent rapidement à présenter des signes de vieillissement. Mulder remarque qu'une seule canalisation n'est pas rouillée, celle du système de traitement des eaux usées. Les deux agents comprennent alors que le réservoir de désalinisation du navire a été contaminé et que c'est cela qui provoque le vieillissement. Pendant ce temps, Olafsson négocie sa libération contre la révélation de son secret à Trondheim. Celui-ci feint d'accepter, puis tue Olafsson.
La seule eau potable, celle du système de traitement, est rationnée mais l'état de Mulder empire malgré tout. Trondheim s'enferme dans la cale de recyclage afin de garder toute l'eau pour lui seul, Mulder et Scully n'ayant plus que de minuscules réserves d'eau. Peu après, la corrosion de la coque provoque l'inondation de la cale et la noyade de Trondheim. Quatorze heures plus tard, alors que Mulder a déjà sombré dans un état d'inconscience, Scully consigne ses dernières pensées dans son journal. Peu après, une expédition de secours les trouve. Scully se réveille dans un hôpital, et un docteur lui apprend que c'est grâce aux observations consignées dans son journal que Mulder et elle ont pu être sauvés.

## Distribution
- David Duchovny : Fox Mulder
- Gillian Anderson : Dana Scully
- John Savage : Henry Trondheim
- David Cubitt : le capitaine Barclay
- Vladimir Kulich : Olafsson

## Production

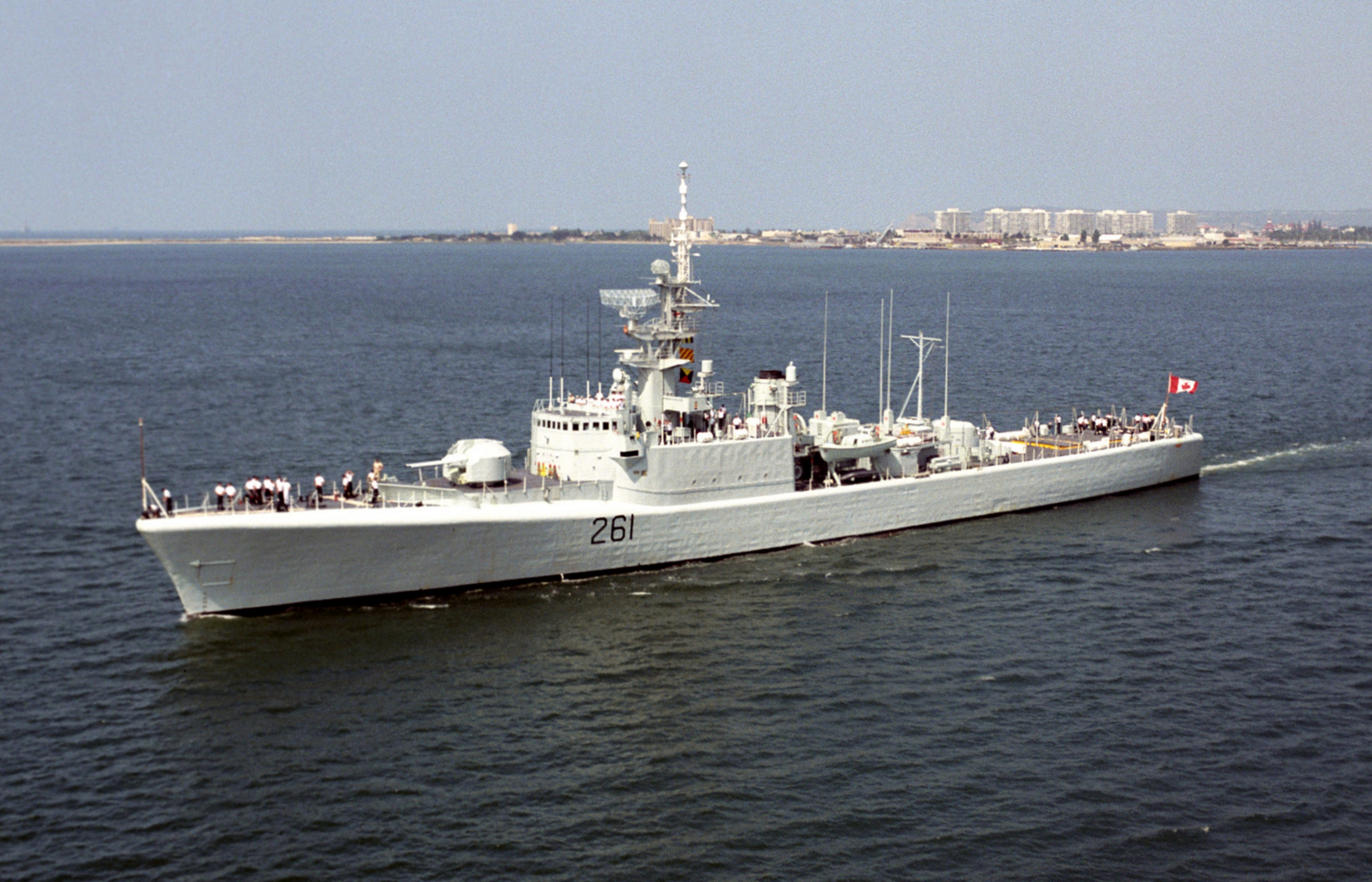
Les extérieurs et les intérieurs de lUSS Ardent ont été tournés à bord du HMCS Mackenzie.

Chris Carter demande à Howard Gordon d'écrire un huis clos se déroulant à bord d'un navire afin de profiter de l'accès à un destroyer de la Marine royale canadienne qui a été donné à l'équipe de la série. Ce navire a d'ailleurs déjà servi de décor à certaines scènes du double épisode La Colonie. Carter pense qu'un tel épisode va permettre à l'équipe de souffler après les tournages difficiles qui l'ont précédé. Certains aspects du scénario écrit par Gordon et Alex Gansa s'inspirent de l'expérience de Philadelphie, à laquelle il est d'ailleurs fait allusion au début de l'épisode.
Les extérieurs de l'USS Ardent et les intérieurs censés se dérouler à son bord sont tournés sur le HMCS Mackenzie, un destroyer qui a été mis hors service par la marine canadienne. Le navire est repeint et un aspect vieilli lui est donné afin qu'il ressemble plus étroitement à un navire abandonné. Initialement mis à l'ancre dans le port de New Westminster, il est déplacé pour un coût d'environ 10 000 $ jusqu'à Barry Point, au nord des îles Discovery, pour éviter les lumières urbaines lors du tournage des extérieurs. Le Mackenzie est démantelé et sabordé peu après le tournage et sert désormais de récif artificiel au large du détroit de Géorgie.
L'équipe de production se met à la recherche d'un endroit qui pourrait servir à la fois de décor pour le bar norvégien et l'hôpital afin de faciliter le tournage. Cette tâche est initialement jugée impossible mais un endroit est finalement trouvé, le Jericho Sailing Centre, un club de voile de Vancouver. Ce décor se trouve en plus assez proche de l'endroit où réside David Duchovny pendant le tournage de la saison. Le contraste entre les facilités de tournage offertes par ce lieu et la difficulté qu'il y a eu à tourner à Barry Point persuade les producteurs de rechercher à l'avenir des lieux de tournage les plus proches possibles de Vancouver.
Le titre original de l'épisode, Død Kalm, ne veut rien dire en norvégien, død voulant bien dire « mort » dans cette langue mais kalm n'ayant aucune signification. Les dialogues en norvégien de l'épisode sont par ailleurs truffés d'erreurs, les fans norvégiens de la série s'en étant plaints.

## Accueil

### Audiences
Lors de sa première diffusion aux États-Unis, l'épisode réalise un score de 10,7 sur l'échelle de Nielsen, avec 18 % de parts de marché, et est regardé par 17,1 millions de téléspectateurs.

### Accueil critique
L'épisode a reçu des critiques plutôt favorables. Dans leur livre sur la série, Robert Shearman et Lars Pearson lui donnent la note de 3,5/5, évoquant un épisode à l'atmosphère formidable mais dont la fin est « extrêmement défaillante ». Pour le magazine Entertainment Weekly, qui lui donne la note de B, « les maquillages sont mal faits mais l'isolation porte ses fruits » et l’interprétation des deux acteurs principaux apporte une note de tendresse. Sarah Stegall, du site Munchkyn Zone, déclare que le scénario est confus et que ses tentatives de résolution de l'intrigue sont « peu satisfaisantes » alors que les maquillages, particulièrement celui de Mulder, sont médiocres, mais l'interprétation générale est excellente, la réalisation, les décors et le montage sont « superbes » et la musique ajoute une touche « de menace et de beauté à la production ».
Todd VanDerWerff, du site The A.V. Club,, lui donne la note de B, estimant que « les maquillages sont assez ridicules » et l'épilogue « un petit peu trop commode » mais que « la mise en scène est formidable », tandis que le scénario est empli de « petites scènes très poétiques » et que « la sensation de claustrophobie est écrasante ». Pour le site Le Monde des Avengers, l'épisode « tire son épingle du jeu » grâce au « magnifique décor du navire, idéalement sinistre et de plus en plus oppressant au fil de l’intrigue », à l'interprétation « particulièrement convaincante » et aux « spectaculaires maquillages de Mulder et Scully », et ce malgré « une prévisibilité presque totale ».